# 1994 AR2
1994 AR2 är en asteroid i huvudbältet som upptäcktes den 14 januari 1994 av den japanska astronomen Takao Kobayashi vid Ōizumi-observatoriet.
Asteroiden har en diameter på ungefär 4 kilometer.